# Bălțați
Bălţaţi é uma comuna romena localizada no distrito de Iaşi, na região de Moldávia. A comuna possui uma área de 45.15 km² e sua população era de 5220 habitantes segundo o censo de 2007.